# C1 Ariete
C1 Ariete är en stridsvagn som utvecklats för den italienska armén.

## Utveckling
1982 utfärdade italienska armén en begäran om en ny stridsvagn att ersätta deras dåvarande Leopard 1. Ett av kraven var att den skulle tillverkas i Italien. 1984 gick kontraktet till ett konsortium mellan IVECO och OTO Melara. Den första prototypen stod färdig 1986 och 1988 kunde den första provserien om fem prototypvagnar levereras till italienska armén.